# Câmara dos Representantes da Prússia

A Câmara dos Representantes da Prússia (Alemão:Preußisches Abgeordnetenhaus) foi, até 1918, a câmara baixa do parlamento prussiano, sendo a câmara alta a Câmara dos Senhores Prussianos. A eleição era de acordo com o sistema eleitoral de três classes, e foi estabelecida pela constituição prussiana de 5 de dezembro de 1848. O nome de "Câmara dos Representantes" (Abgeordnetenhaus) foi introduzido em 1855.

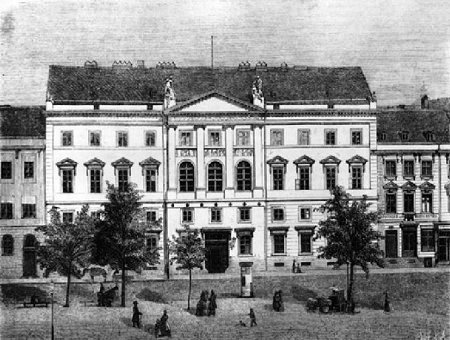
Palais Hardenberg, Berlim: sede da câmara de Representantes, até 1899

## Composição
A princípio foi definido que a casa teria 350 cadeiras, o que mudou para 352 com a incorporação de Hohenzollern-Sigmaringen e Hohenzollern-Hechingen em 1849. Seguindo as anexações após a Guerra Austro-Prussiana de 1866, o número de cadeiras ascendeu para 432 após a eleição de 1867. Em 1876, outra vaga para o Ducado de Lauenburg foi adicionado. Em 1906, dez cadeiras foram adicionados, elevando o número para 443 para as eleições de 1908.
Os membros da Câmara recebiam uma compensação monetária por seu trabalho, ao contrário (até 1906) dos membros do Reichstag. Portanto, muitos membros do Reichstag também tinham um lugar na câmara dos representantes. Em 1903, 110 membros do Reichstag eram também membros da Câmara Prussiana. Depois de 1906, o número de duplos titulares caiu significativamente, para apenas 45 em 1913.
A partir de 1862, havia uma clara maioria liberal na Câmara. Na Crise Constitucional Prussiana de 1859-66, entretanto, os Liberais foram derrotados pelo chanceler Otto von Bismarck. Depois da guerra de 1866, os Nacionais Liberais, separaram-se dos Liberais, que nunca recuperaram sua força anterior.
A distribuição de cadeiras a partir de 1867, no início do respectivo período legislativo:
|                                    | 1867  | 1870 | 1873 | 1876 | 1879 | 1882 | 1885 | 1888 | 1893 | 1898 | 1903 | 1908 | 1913 |
| ---------------------------------- | ----- | ---- | ---- | ---- | ---- | ---- | ---- | ---- | ---- | ---- | ---- | ---- | ---- |
| Conservadores                      | 123   | 114  | 9    | 12   | 106  | 116  | 134  | 129  | 142  | 145  | 143  | 151  | 149  |
| Novos Conservadores                | (34)1 | 25   | 25   |      |      |      |      |      |      |      |      |      |      |
| Livres Conservadores               | 54    | 50   | 35   | 34   | 57   | 58   | 62   | 64   | 63   | 58   | 61   | 59   | 53   |
| Centro                             | 52    | 88   | 88   | 97   | 98   | 100  | 99   | 95   | 100  | 96   | 104  | 103  |      |
| Nacionais Liberais                 | 97    | 111  | 174  | 175  | 103  | 69   | 70   | 88   | 90   | 73   | 78   | 66   | 73   |
| União Liberal                      | (17)2 | 20   | 433  | 293  |      |      |      |      |      |      |      |      |      |
| Partido Progressista               | 45    | 48   | 433  | 293  | 69   | 67   | 36   | 37   |      |      |      |      |      |
| Partido da Liberdade de Pensamento | 14    | 24   | 24   | 28   | 414  |      |      |      |      |      |      |      |      |
| União da Liberdade                 | 6     | 12   | 9    | 8    | 414  |      |      |      |      |      |      |      |      |
| Social Democrata                   | 7     | 10   |      |      |      |      |      |      |      |      |      |      |      |
| Partido Polonês                    | 16    | 19   | 17   | 15   | 19   | 18   | 15   | 15   | 17   | 13   | 13   | 15   | 12   |
| Danes                              | 2     | 2    | 2    | 2    | 2    | 2    | 2    | 2    | 2    | 2    | 2    | 2    | 2    |
| Centro Direita                     | 24    |      |      |      |      |      |      |      |      |      |      |      |      |
| Centro Esquerda                    | 32    |      |      |      |      |      |      |      |      |      |      |      |      |
| Independente                       | 39    | 36   | 13   | 15   | 13   | 15   | 7    | 7    | 4    | 6    | 7    | 3    |      |
| Total                              | 432   | 432  | 432  | 433  | 433  | 433  | 433  | 433  | 433  | 433  | 433  | 443  | 443  |

Notas: 1 Divisão de conservadores; 2 Divisão do Nacional Liberais; 3 alemão Livre-espírito de Festa; 4 Partido Progressista Popular (Alemanha)

## Presidentes
| Posse           | Nome                     |
| --------------- | ------------------------ |
| 1849, 1862-1866 | Wilhelm Grabow           |
| 1866-1873       | Max von Forckenbeck      |
| 1873-1879       | Rudolf von Bennigsen     |
| 1879-1897       | Georg von Köller         |
| 1898-1911       | Jordan von Kröcher       |
| 1912            | Hermann von Erffa        |
| 1913-1918       | Hans von Schwerin-Löwitz |